# Bampfylde Moore Carew

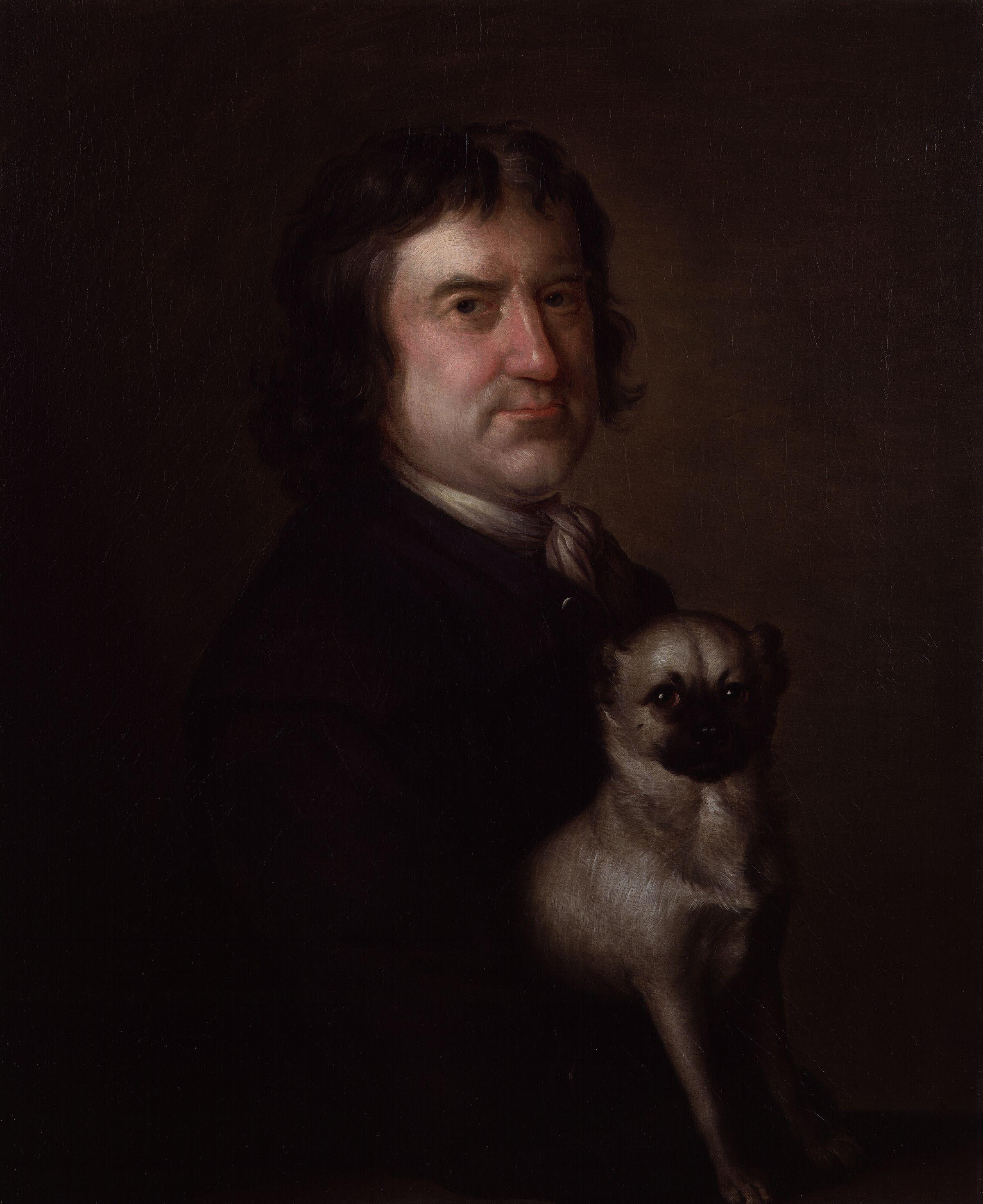
Bamfylde Moore Carew. 1750 entstandenes Porträt von Richard Phelps.

Bampfylde Moore Carew (* Juli 1693 in Bickleigh; † 27. August 1759 in Tiverton) war ein britischer Betrüger. Über sein Leben wurden zahlreiche Bücher und Schriften veröffentlicht, so dass er im 18. und 19. Jahrhundert in England als Volksheld galt.

## Herkunft
Bampfylde Carew entstammte einer Nebenlinie der Familie Carew aus Haccombe. Er wurde als drittes Kind von Theodore Carew, dem langjährigen Rektor von Tiverton im nahe gelegenen Bickleigh geboren. Im Juli 1693 wurde er getauft, dabei wurde er nach seinen Paten, Hugh Bampfylde und einem Major Moore benannt. Ab dem Alter von zwölf Jahren besuchte Bampfylde die Tiverton School, wo er Latein und Griechisch lernte.

## Leben als Landstreicher und Hochstapler
Als Carew etwa fünfzehn Jahre alt war, jagten Carew und drei seiner Mitschüler mit Jagdhunden einen Hirsch. Bei der Jagd richteten sie auf mehreren Äckern große Schäden an dem fast reifen Getreide an. Um den aufgebrachten Bauern und einer Bestrafung zu entgehen, lief Carew aus Tiverton fort und schloss sich einer Gruppe Zigeuner an. Nach etwa eineinhalb Jahren kehrte Carew in sein Elternhaus zurück, doch wenig später begann er, Bekannte seines Vaters und von ihm zu betrügen. Schließlich wanderte er nach Neufundland aus. Kurze Zeit später kehrte er wieder nach England zurück, wobei er während der Rückfahrt als Matrose auf einem Schiff arbeitete. Zurück in England, verliebte er sich in die Tochter eines angesehenen Apothekers aus Newcastle upon Tyne, die für ihn ihr Elternhaus verließ und die er später heiratete. Carew verließ jedoch bald seine Frau und begann wieder ein Wanderleben. Als der Zigeunerführer Clause Patch starb, wählte dessen Sippe Carew zu seinem Nachfolger und krönte ihn zum König der Bettler. Dann verurteilte ihn jedoch ein Richter in Exeter als arbeitsfaulen Vagabunden zur Deportation und zu sieben Jahren Zwangsarbeit in Maryland. Bei seiner Ankunft in Amerika versuchte Carew zu flüchten, doch er wurde wieder gefangen und mit einem eisernen Halsband gekennzeichnet. Dennoch flüchtete er erneut und traf auf Indianer, die sein Halsband lösten. Dann reiste er weiter nach Pennsylvania. Er gab sich als Quäker aus und reiste über Philadelphia und New York nach Boston, von wo er sich wieder nach England einschiffte. Unterwegs sollte er zum Dienst in der Royal Navy gepresst werden, doch er stach sich seine Hände und sein Gesicht blutig, rieb sie sich mit Schießpulver und Salz ein und täuschte so die Pocken vor. In England trat Carew wieder als Hochstapler auf, dabei fand er seine Frau, die eine Tochter von ihm bekommen hatte, wieder. Anscheinend war er um 1745 während des Jakobitenaufstands in Schottland, wo er im Gefolge des Young Pretender in Carlisle und Derby war.

## Letzte Jahre
Über Carews späteres Leben sind nur wenige gesicherte Tatsachen bekannt. Der mit ihm verwandte Sir Thomas Carew aus Haccombe bot ihm an, für seinen Unterhalt aufzukommen, wenn er dafür sein Vagabundenleben aufgab. Offensichtlich schlug Carew dieses Angebot zunächst aus, doch dann soll er Geld in einer Lotterie gewonnen haben und kehrte nach Devon zurück, wo er seine letzten Jahre verbrachte.

## Nachwirkung
Carews Abenteuer waren so unglaublich, dass er schon zu Lebzeiten als Meister der Täuschung und Verstellung weit über seine Heimat in Devon bekannt war. Seine Erlebnisse wurden bereits erstmals 1745 veröffentlicht. Auch wenn der Wahrheitsgehalt dieser Schriften, die wohl auf seinen eigenen Berichten beruhten, in vielen Punkten zweifelhaft war, wurden bis zum Ende des 18. Jahrhunderts 30 weitere Bücher und Neuauflagen von Carews Leben veröffentlicht, so dass er bis ins frühe 20. Jahrhundert hinein in Großbritannien quasi als Volksheld galt. Dabei beruhte seine Popularität sicher mit auf der Tatsache, dass Carew als gebildeter Angehöriger der Gentry sich aus freien Stücken entschloss, ein Leben abseits der Gesellschaft zu führen.